# Cerro Moreno (Misiones)

Cerro Moreno es una colina en Argentina. Se encuentra en la provincia de Misiones, en el noreste del país, 900 kilómetros al norte de la capital de Buenos Aires. La parte superior del Cerro Moreno es de 384 metros sobre el nivel del mar, o 35 metros por encima del terreno circundante. El ancho en la base es de 1,4 km.
El terreno alrededor de Cerro Moreno es plano. El punto más alto en los alrededores es de 393 metros sobre el nivel del mar, al 1.1 km al sur de Cerro Moreno. la localidad más cercana es Campo Viera, 9,2 km al sur de Cerro Moreno.
En el área alrededor de Cerro Moreno crece principalmente bosques de hojas perennes. La zona alrededor de Cerro Moreno, es muy poco poblada, con 45 habitantes por kilómetro cuadrado. El clima de la zona es húmedo y subtropical. La temperatura media anual en la zona es de 19 °C. El mes más caluroso es de diciembre, cuando la temperatura media es de 23 °C y el más frío es julio, con 12 °C. El promedio de precipitación anual es de 2.519 milímetros. El mes más lluvioso es diciembre, con un promedio de 358 mm de precipitación, y el más seco es agosto, con 91 mm de precipitación.
- Datos: Q21827235